# Ocrisiona melanopyga
Ocrisiona melanopyga là một loài nhện trong họ Salticidae.
Loài này thuộc chi Ocrisiona. Ocrisiona melanopyga được Eugène Simon miêu tả năm 1901.